# Matteo Ciampi
Matteo Ciampi (ur. 3 listopada 1996 w Rzymie) – włoski pływak, olimpijczyk z Tokio 2020. Specjalizuje się w stylu dowolnym.

## Udział w zawodach międzynarodowych
| Impreza                       | Rok  | Miejsce   | Konkurencja          | Wynik   | Wynik   |
| Impreza                       | Rok  | Miejsce   | Konkurencja          | Czas    | Miejsce |
| ----------------------------- | ---- | --------- | -------------------- | ------- | ------- |
| Igrzyska olimpijskie          | 2020 | Tokio     | 4×200 m st. dowolnym | 1:45.88 | 5.      |
| Mistrzostwa świata w pływaniu | 2019 | Gwangju   | 4×200 m st. dowolnym | —       | 4.      |
| Mistrzostwa Europy w pływaniu | 2018 | Glasgow   | 200 m st. dowolnym   | 1:49.47 | 22.     |
| Mistrzostwa Europy w pływaniu | 2018 | Glasgow   | 4×200 m st. dowolnym | —       | brąz    |
| Mistrzostwa Europy w pływaniu | 2020 | Budapeszt | 400 m st. dowolnym   | 3:48.57 | 10.     |
| Mistrzostwa Europy w pływaniu | 2020 | Budapeszt | 4×200 m st. dowolnym | —       | brąz    |